# Ігнатенко Ганна Георгіївна
Ігнатенко Ганна Георгіївна (нар. 11 листопада 1924, м. Прилуки Чернігівської обл. — † 16 лютого 2008, Київ) — письменниця, літературознавець, перекладач (з білоруської), педагог, член Національної спілки письменників України.

## Біографія
Народилася в родині службовців (батько — бухгалтер, мати — вчителька). Дитинство пройшло на Кустівцях. Перший її вірш був надрукований в обласній газеті «Деснянська правда», коли вона навчалася в 5 класі. 1940 р. закінчивши Прилуцьку СШ № 4 вступила на філологічний факультет КДУ ім. Т. Шевченка.
У період Другої світової війни, Ігнатенко добровільно пішла до армії — з 1941 по 1943 рік виступала перед бійцями як солістка ансамблю пісні й танцю 180-ї стрілецької дивізії (від 7.11.1943 отримала назву «Київської»).
Освіту в Київському університеті довершила в 1944-1947 роках, водночас навчалася в консерваторії. На початку 50-х років, поневіряючись без власного житла в Києві, якийсь час квартирувала в родині Тараса Франка. Перші твори письменниці почали друкуватися у 1948 році.
У повоєнному Києві, у другій половині 40-х років, українські молодики, свідомість яких була покарбована довоєнними репресіями, голодом 33-го, війною, переважно фронтовики, що з'їхалися сюди продовжувати перерване війною навчання, облаштовувати життя, стихійно єдналися в неформальні українські патріотичні гуртки. Один з них «Козацький Кіш» сформували хімік Андрій Голуб, лікар і поет Микола Фененко, журналіст Матвій Шестопал, історики Тимофій Лазоренко, Микола Лазоренко, лікар Андрій Липкань географ Михайло Щербань, палеонтолог Андрій Путь, літературознавець і поет Пилип Моренець… В це товариство увійшла й одна жінка — філолог Ганна Ігнатенко; долучився до "Козацького Коша", переїхавши до Києва зі своїм  перекладом «Фауста»  Гете, і Микола Лукаш. Це покоління української інтелігенції, дитинство і юність якого припало на трагічні 30-ті та 40-ві, було попередниками «шістдесятників». Кожен з названих, звісно різною мірою, був заангажований в цьому рухові.
Після закінчення університету Г. Ігнатенко працювала в Українському радіокомітеті на посаді редактора літературно-драмататичного мовлення, з 1949 до 1962 — у видавництвах «Молодь», Держлітвидав, журналі «Дніпро». В 1956 році захистила дисертацію  на вчений ступінь кандидата наук. У 1962-1969 рр. Г. Ігнатенко працювала викладачем Київського університету, звідки мусила звільнитися під тиском органів КДБ. Згодом до 1982 викладала курс літератури народів СРСР в Київському державному інституті культури ім. Корнійчука, відтоді — на творчій роботі, член НСПУ.
Ігнатенко належала до кіл дисидентської української інтелігенції, яка перебувала під ідеологічним пресингом. Вона як студентка, згодом як редактор, спілкується з представниками старшого покоління (П. Тичина, В. Сосюра, Т. Франко, А. Малишко, Г. Логвин) та своїми ровесниками З. Франко, М. Лукашем, Л. Коваленком, А. Осецьким, В. Кушніром та іншими. Бере участь в культурно-політичних акціях шістдесятників, в роботі клубу творчої молоді, читає і розповсюджує документи самвидаву.
Від студентських років Ганна Ігнатенко пише вірші та прозові твори, час від часу публікувалася в журналах «Дніпро», «Ранок», «Вітчизна», «Жовтень», «Радянське літературознавство». Шість книжок з найбільш представницькими добірками її поетичних та прозових творів вийшли вже за часів Незалежності. До останньої посмертної книжки (2009) увійшла мемуарного характеру повість «Сполохи літ». В ній вона яскраво змальовує людей і події від кінця сорокових до середини шістдесятих років минулого ст. Через своїх героїв Ігнатенко розкриває атмосферу повоєнного часу та «Хрущовської відлиги», атмосферу жорстокого духовного терору. Ця книга є цінним джерелом для дослідження історії шістдесятництва.
В її перекладі вийшли роман Берди Карбабаєва «Небіт-Даг» (в співавторстві з М. Лещенко, 1968) та «Хатинська повість» Алеся Адамовича (1973).
Нагороджена орденами «Вітчизняної війни II ст.» (1992), «За мужність» (1999) та медалями.
Померла 16 лютого 2008 року. Похована 23 лютого на Звіринецькому кладовищі біля могили матері.

## Твори
- Поезія Аркадія Куляшова. К.: Радянський письменник. 1962.
- Студенти: повісті. К.: Молодь. 1972.
- Іскри вогню великого. К.: Дніпро. 1975.
- Кіндрат Рилєєв: біографічна повість. К.: Молодь. 1979.
- На дні мого серця: повісті, новели, образки. К.: Радянський письменник 1984.
- Володимир Короленко: біографічна повість. К.: Молодь. 1986.
- А вода по каменю: поезії. К.: Український письменник. 1994.
- І що снилось-говорилось. К. 1999.
- Високий замок: поезії. К. 1999.
- На дні мого серця: вибране. К.: Молодь. 2003.
- У пісню душу переллю…: поезії 1985–2005 рр. К.: Молодь. 2007.
- Сполохи літ: вибране. К.: Молодь. 2009.
- Без страху і догани [спогади про М. Лукаша] // Наш Лукаш: спогади у 2-х книгах. Книга 1. К.: Видавничий дім «Києво-Могилянська академія». 2009. С. 160–174.